# Адолья
Адолья (англ. Adowlie, Adoholie, Adholy, Adowly) — в Индии мера сыпучих тел, продававшихся на вес; существовала до середины XX века.
Составляла часть главной единицы «кандия» (candy или candee). Её ёмкость составляла 6,88 литра или приблизительно 2,1 русских гарнца, и 1,2701 кг.